# Národní památka Guayabo
Národní památka Guayabo (španělsky Monumento Nacional Guayabo) je kostarická archeologická lokalita nedaleko města Turialba. Nachází se v Centrální památkové rezervaci (Área de Conservación Central) v provincii Cartago. Leží téměř uprostřed státu na jižním svahu sopky Turrialba. Rozloha národní památky je přibližně 2,3 km2a leží v nadmořské výšce 1100 m n. m. Je obklopena rostlinnou vegetací deštného pralesa. Pouze malá část tohoto naleziště byla prozkoumána.

## Historie
Původní osídlení je datováno do doby 1 000 př. n. l. Opuštěno bylo kolem roku 1400 n. l. Důvody pro opuštění této lokality nejsou jasné. Vědci dosud nenašli žádné doklady, které by tuto otázku objasnily. Jednou z hypotéz je, že se zde mohla rozšířit nějaká nemoc, nebo mohla být lokalita opuštěna v důsledku bojů či vnitřních rozbrojů. Počet obyvatel města s okolním osídlením se v dobách rozkvětu odhaduje na 2 000 až 10 000 lidí.
Lokalita byla poprvé objevena v 19. století a první výzkum zde proběhl v roce 1882 pod vedením Anastasia Alfara, který byl ředitelen Národního muzea Kostariky. Byla objevena infrastruktura města, petroglyfy a hrobky. Během dalších vykopávek v 60. letech 20. století byla objevena také řada artefaktů. Lidé z Guayabo byli dobrými staviteli, o čemž svědčí i existence vodovodů a dalších kamenných staveb. Většina lokality je tvořena kruhovými mohylami, na nichž byly kdysi postaveny kuželovité dřevěné stavby. Lidé v té době žili ve velkých kónických domech s doškovými střechami.
Mnoho artefaktů a petroglyfů nalezených během vykopávek mělo podobu zvířat, jako jsou jaguáři a ještěrky. Byly nalezeny i předměty svědčící o zemědělství, zaměřeném především na plodiny jako maniok. Podle průzkumu lokality se zdá, že většinu práce zastávali přímo obyvatelé Guayaba, ale není vyloučena ani otrocká práce.
Po vykopávkách místní nekropole z roku 1891 bylo více než 100 artefaktů vystaveno v roce 1892 na Historické americké výstavě v Madridu a pak velká část z nich i na Světové kolumbijské výstavě v Chicagu. Mezi výzkumníky, kteří zkoumali tuto lokalitu patří Anastacio Alfaro, Carlos Aguilar, Oscar Fonseca a Sergio Chávez.
Dne 13. srpna 1973 byla lokalita otevřena veřejnosti. Je možné procházet se po stezkách, pozorovat stavby nebo absolvovat prohlídku s průvodcem.

## Popis lokality
Celkově archeologická lokalita zaujímá oblast 232 hektarů, z nichž je vykopána pouze malá část. V prozkoumané oblasti jsou mohyly, schodiště, hráze, otevřené i uzavřené vodovody, nádrže na vodu, hrobky, petroglyfy, monolity a sochy. Ve střední části jsou mohyly či kamenné podstavce, obvykle kruhového tvaru o průměru 10 až 30 m. Mezi nejdůležitějšími stavbami je velká mohyla jež ležela uprostřed obce. Vedla k ní zpevněná silnice, která spojovala tuto osadu s dalšími osadami až do vzdálenosti 9 km. Tato budova pravděpodobně sloužila jako symbol moci i jako veřejná budova.
Silnice jsou tvořeny souborem kamenných cest používaných jako tranzitní trasy i jako součást odvodňovacího systému. Existují zde silnice, které se vinou různými směry od prozkoumané oblasti a jež jsou několik kilometrů dlouhé. K překonání nerovností byla stavěna schodiště. Nachází se zde také složitá síť vodovodů, z nichž některé jsou stále funkční. Vodovody mají podobu uzavřených či otevřených kanálů pro vedení vody na požadovaná místa či do nádrží na vodu, kterou jsou v centrální části města.
Mimo to se na lokalitě nachází hrobky, které jsou rozmístěny po lokalitě a tvoří je oblázky a kamenné desky.
Z uměleckých předmětů jsou zde nejčastější petroglyfy či ryté kameny a nachází se po celém nalezišti. Mezi nimi je i monolit s vyobrazením jaguára či ještěrky.

## Fauna a flora
Vegetace, která obklopuje archeologické naleziště je charakteristická pro deštný prales a je tvořena hustými zelenými listy. Lesních druhů jako šácholan, Lysimachia monelli, Ruprechtia apetala či Heliocarpus appendiculatus je mnoho a jsou pokryty velkým množstvím epifytních rostlin, jako jsou bromélie či orchideje.
Z fauny zde žijí ptáci jako tukan, trogon, datel, momot a další a také drobní savci jako pásovec, králík, kojot, lenochod aj. Vyskytuje se zde také mnoho druhů hmyzu a plazi a žáby, typické pro tuto oblast.

## Fotogalerie

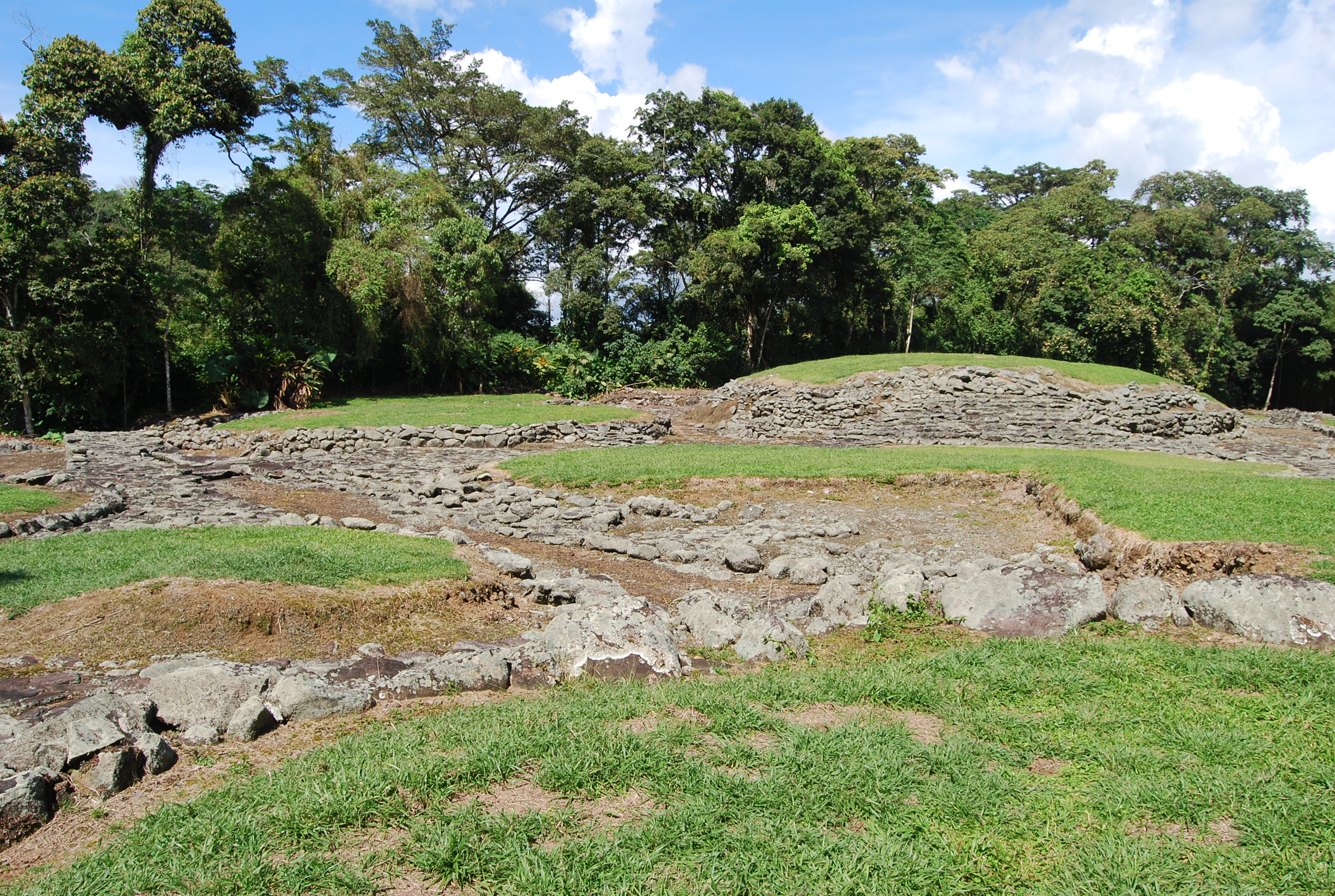
Pozůstatky sídliště
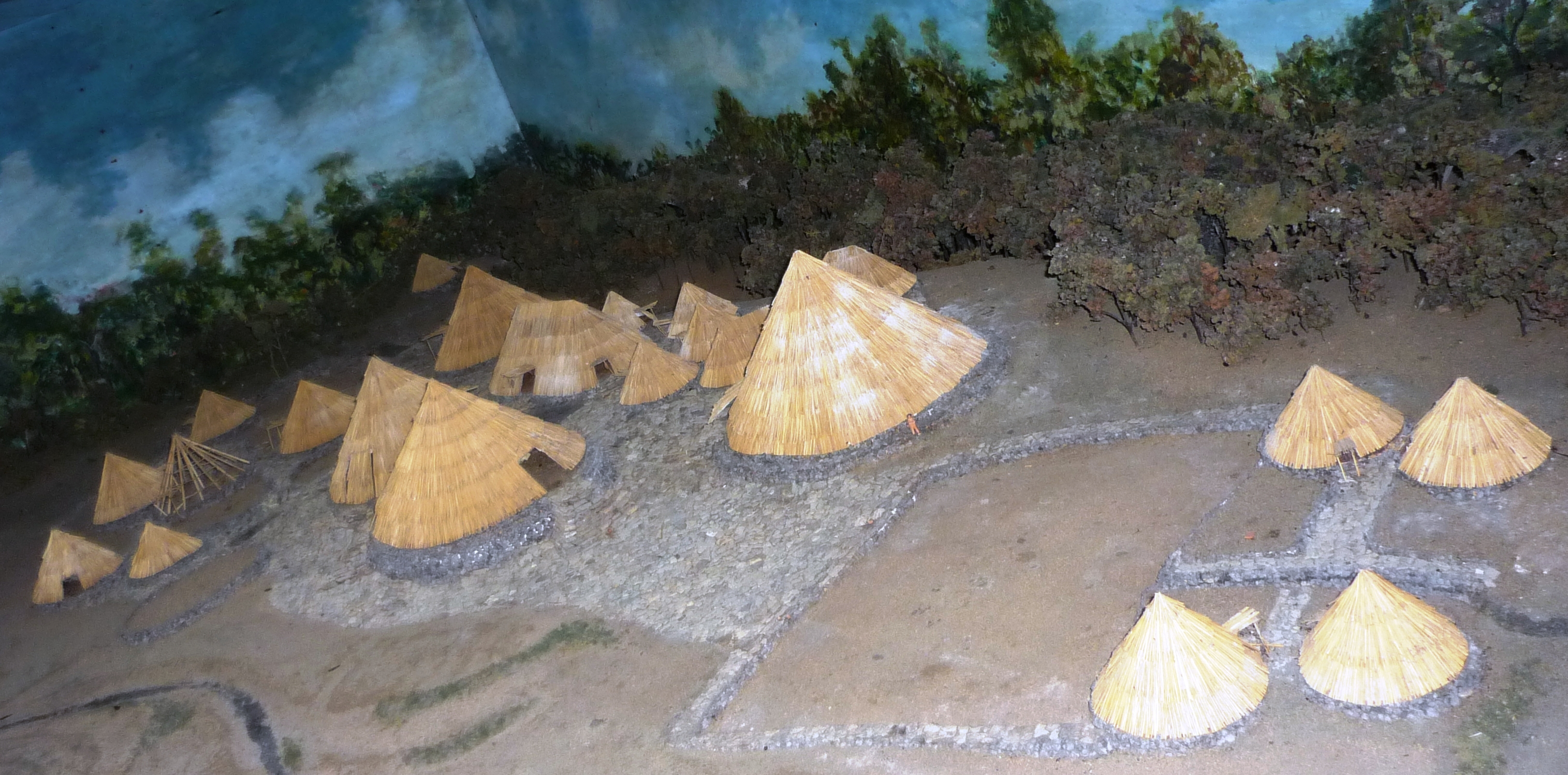
Model možného vzhledu osady
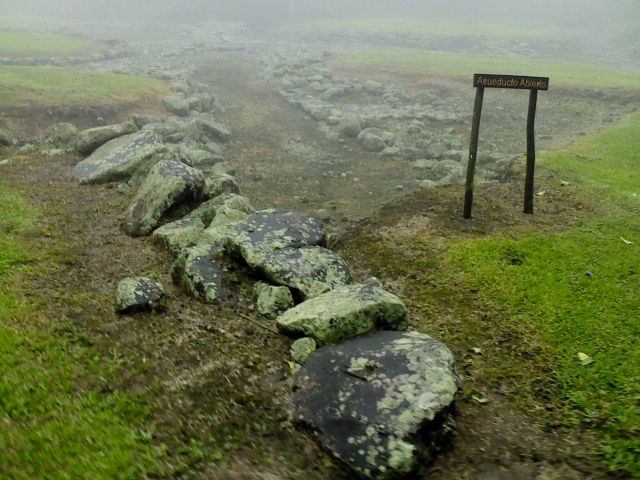
Pozůstatky vodovodu
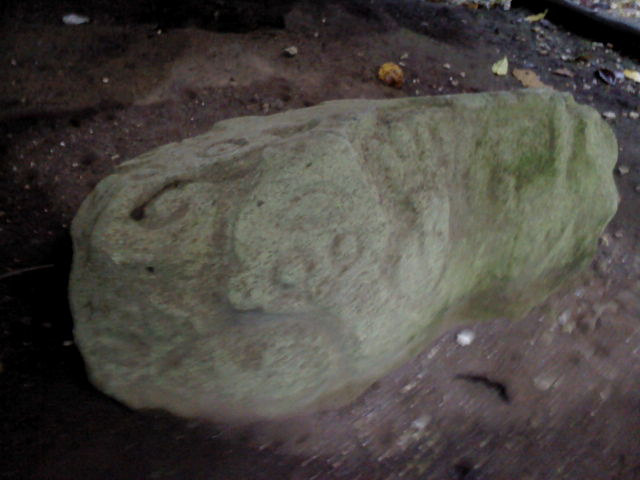
Petroglyf s vyobrazením jaguára